# 달팽이 (드라마)
《달팽이》는 1997년 10월 8일부터 1997년 12월 11일까지 방영된 SBS 드라마 스페셜이다.

## 기획 의도
4회씩 네 편으로 짜여진 옴니버스식 스타일의 드라마로, 삶에 지친 30대 부부의 어긋난 사랑을 객관적 시각으로 보게 만들어주는 드라마이다.
한 번도 보지 못한 바다를 향해 끊임없이 나아가는 동물인 달팽이처럼, 사람 역시 태어나서 죽을 때까지 진정한 사랑을 갈구하며 찾아 헤맨다.

## 줄거리
- 1부 '아내의 남자'(1~4회)

30대 주부 윤주에게 사랑을 느끼는 저능아 꽃집 청년 동철의 이야기
- 2부 '아내'(5~8회)

주부 윤주의 관점에서 본 남편의 외도와 새롭게 찾아온 사랑에 대한 이야기
- 3부 '남편의 여자'(9~12회)

여상을 졸업한 경리 직원 선자가 병도의 죽음을 발견하는 이야기
- 4부 '남편'(13~16회)

일상에 매몰된 샐러리맨 병도가 자신의 장례식을 목격하고 새로운 인생으로 발걸음을 돌리는 이야기

## 등장 인물
- 이경영: 주병도 역
- 이미숙: 정윤주 역
- 이정재: 달팽이 역
- 전도연: 양선자 역
- 오지혜: 동철의 누나 오동희 역
- 엄앵란: 동철 어머니 역
- 이두일: 성만 역
- 손현주: 태주 역
- 채정안: 미선 역
- 안정훈: 재만 역
- 김종헌: 김승우 역
- 설경구: 서양요리 레스토랑 웨이터 역(단역)
- 박광현: 호텔 보이 역(단역)
- 이시은: 골프장 업주 역(단역)
- 최상진: 골프장 코치 역(단역)
- 운기호: 토마스 역(단역)
- 김희정: 신소희 역
- 공형진
- 김승욱
- 김남진 ㅡ 타쓰 역
- 김시원 ㅡ 야스민 역
- 김영철
- 고미영

## 결방
- 1997년 10월 22일, 23일: <대통령 후보 초청 합동 토론회> 편성으로 인해 결방
- 1997년 11월 12일, 13일: <대통령 후보 초청 합동 토론회> 편성으로 인해 결방

## 수상
- 1998년 제34회 백상예술대상 TV 부문 작품상

## 참고 사항
- 1994년 KBS 2TV <숨은 그림 찾기> 이후 성준기 PD의 두 번째 미니시리즈 연출작이었다.
- 해당 드라마와 경쟁한 드라마인 KBS 2TV <그대 나를 부를 때>에서 강범수 역으로 나온 최수종은 <달팽이> 담당 PD 성준기의 중학교 후배이다.[2]
- 오동철 역의 이정재는 1995년 SBS <모래시계> 이후 2년 만에 안방극장 복귀를 했다.[3]
- 1960년대 은막을 군림한 여배우 엄앵란의 1990년대 TV 드라마 출연작 3편 가운데 2번째 드라마 출연작이다.
- 초반부에서 동네 깡패들과의 격투기 장면을 종종 실어 비난을 샀다.[4]
- 동화적 분위기를 유지하는 제작 방법과 구성력으로 신선한 느낌을 준다는 평을 받았다.